# گودئا

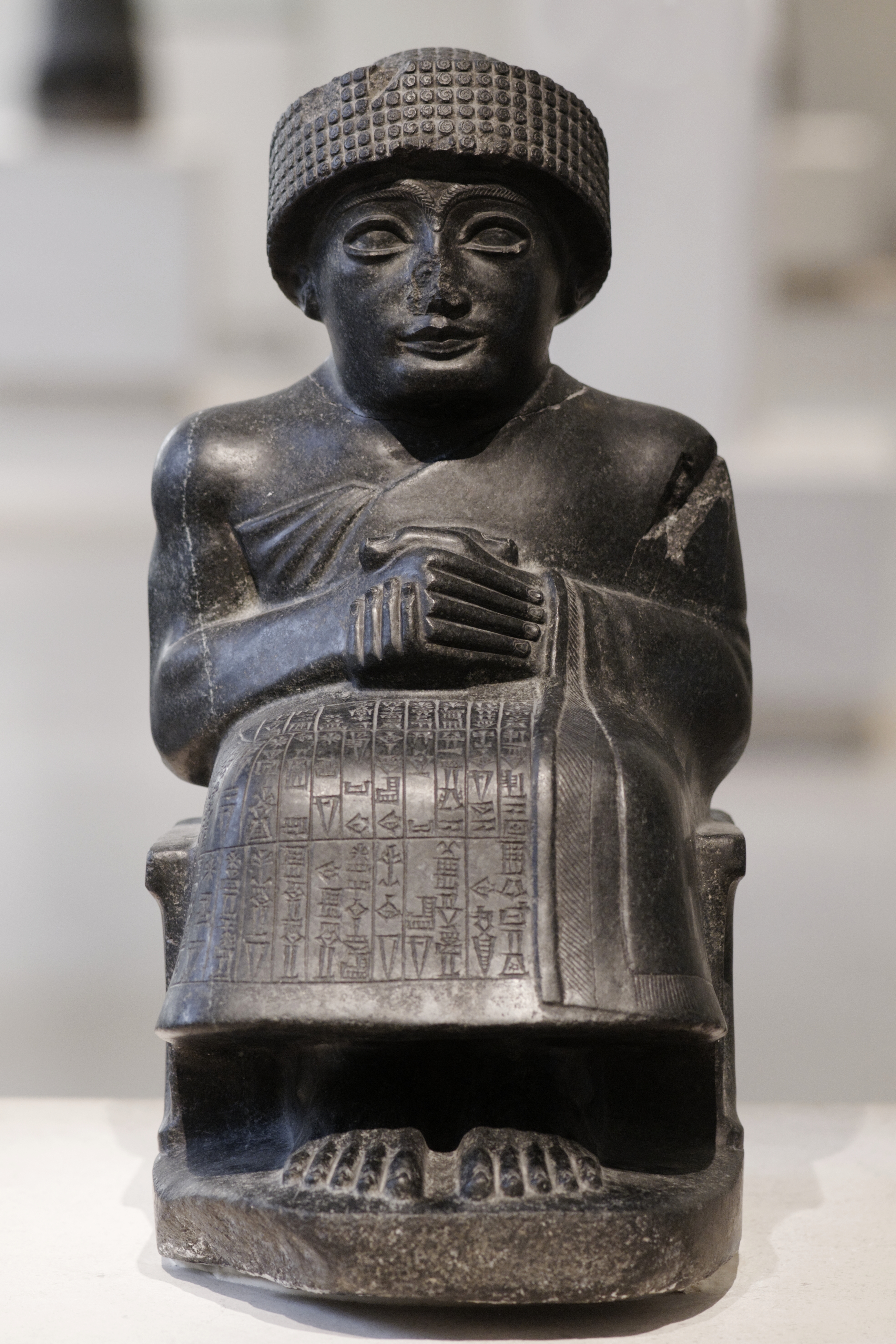
تندیس گودئا در موزه لوور

گودئا (Gudea) (فرمانروایی ۲۱۴۴–۲۱۲۴ پیش از میلاد) یکی از فرمانروایان میان‌رودان جنوبی بود.
او فرمانروای شهر لاگاش بود. انگاشته می‌شود که او داماد اوربابا فرمانروای پیشین شهر لاگاش بوده‌است و از راه زناشویی با نینالا دختر او به فرمانروایی این شهر رسیده باشد. پس از او پسرش اونیگریرسو به جانشینی‌اش رسید.
برپایه سنگ‌نوشته‌های به جا مانده، وی پرستشگاه‌هایی را در اور، نیپور، آداب، اوروک و بدتیبیرا ساخته بود. این کار به افزایش نفوذ وی در سومر انجامید. پدر زنش نیز در زمان پادشاهی‌اش پرستشگاهی در اور ساخته بود که نشانگر نیروی سیاسی او می‌باشد.
گودئا بر خود لقب انسی داده بود به معنای شاهِ شهر و اینچنین خود را خدایگان لاگاش می‌دانست. او خواستار به دست آوردن ایلام و انشان بود ولی گل‌نوشته‌های به جا مانده نشان می‌دهند که وی بیشتر به ساخت کاریز و پرستشگاه و دادن پیشکش به خدایان سرگرم بوده‌است. مواد  برای این ساخت‌وسازها از غرب آسیا فراهم می‌شد. او چوب کنار را از کوه‌های آمانوس، سنگ‌های معدنی را از لبنان، مس را از شمال عربستان، طلا و سنگهای گران‌بها را از بیابان میان کنعان و مصر، سنگ دولروس را از ماگان (مکران یا بلوچستان کنونی)، و چوب از دیلمون (بحرین کنونی) به دست می‌آمد.
در کاوشهای انجام شده تاکنون بیست و شش تندیس گودئا به دست آمده‌است.
گودئا در روزگار فرمانروایی خود دست به اصلاحاتی زد، او بدهی‌ها را بخشید و گرفتن زن از خانواده خود را روا دانست. شاید این اصلاحات برگشتن به آیین پیشین خود لاگاش بوده باشد.
نینگیرسو خدای جنگ بود که طبق باور آنها به گودئا نیرو بخشیده بود و گودئا برای او نیزه، گرز و تبر می‌ساخت. در استوانه‌ای که در زمان زندگی وی ساخته شده نوشته شده‌است که ایلامیها با الوارهایی بر دوش می‌آیند تا خانه نینگیرسو را بسازند. این نوشته نگاره‌ای زیبا را از میانرودان باستان نمایش می‌دهد که مردمش در روزگار گودئا برادروار کنار هم می‌زیسته‌اند. و او پادشاهی خودکامه نبود که بخواهد بر همه میانرودان فرمان براند. او ستیزه‌جویی پی‌ورز نیز نبود. او نیایشگاه‌های بسیاری برای خدای جنگ خود ساخت و بازرگانی لاگاش را برپا نگاه داشت. لقب انسی که او در روزگار نیرومندی‌اش بر خود نهاد، کنایه از نیروی مینوی او دارد.